# 日生ファミリースペシャル
『日生ファミリースペシャル』（にっせいファミリースペシャル）は、フジテレビ系列で1979年から1986年にかけて放送されたアニメスペシャルシリーズのタイトルである。日本生命保険の一社提供番組。アニメ以外のドラマ作品も何作か存在する。

## 概要
レギュラーの枠ではなく、数か月に1度というペースで、改編期などに関係なく放送された。放映に選ばれた作品は有名な昔話や児童文学ものが多かった。
放送時間は一定されておらず、例外もあるが土・日・祝日では14時台や16時台、平日では19:30 - 20:54のゴールデンタイムで放送されていた。

## オープニングキャッチ
本シリーズではアニメによるオープニングキャッチが存在していた。
初期
1. 画面上に「日生ファミリースペシャル」と書かれたリボン、下に「日本生命」（会社ロゴ）で構成されたタイトルカードが映され、女性ナレーターの声で「日生ファミリースペシャル」とタイトルコール。
2. 薄暗い部屋に置かれた絵本に妖精が現れ、絵本から少年が飛び出し、少年の指笛と共に、「白雪姫」「不思議の国のアリス」「裸の王様」などといった、おとぎ話のキャラクターが現れ、部屋のあちこちで遊ぶ。
3. おとぎ話キャラが少年と共に空中を舞い、「さぁ、始まるよ!」とのコールののち、「日生ファミリースペシャル」（構成は画面上に「日生」、下に「ファミリースペシャル」）のタイトルへ変化、少年はフレームアウトする。
4. 「ファミリースペシャル」のタイトルが星になって消え、「日生」のタイトルが下に降り、「日本生命」（会社ロゴ）に変化し、上（「日生」が有った場所）に「提供」の文字が出る。この後、「不思議の国のアリス」のウサギが「提供」と「日本生命」の間を駆け抜けると、後を追う様に「子どもたちに明るいあしたを」の文字が入って、提供クレジットが完成。この間、女性ナレーターが「この番組は、子どもたちに明るいあしたを願う、日本生命がお送りします。」と提供コメント。

- 音楽は津野陽二が担当。

後期
- 犬を中心とした動物をイメージしたアニメーションにオリジナルのテーマソングが流れ、その後男性アナウンサーが「この番組は、子どもたちに明るいあしたをと願う、日本生命の提供でお送りいたします」とのクレジット（ブルーバックのフリップ）というものだった[1]。

## 放送日と内容
| タイトル                                       | 放送年月日     | 放送時間（JST）   | 製作会社                                | 原作                       | 声の出演ほか                                           |
| ---------------------------------------------- | -------------- | ----------------- | --------------------------------------- | -------------------------- | ------------------------------------------------------ |
| がんばれ! ぼくらのヒット・エンド・ラン         | 1979年2月18日  | 日曜16:20 - 17:35 | 日本アニメーション                      | あや秀夫                   | 内海敏彦、神谷明、塩屋翼                               |
| まえがみ太郎                                   | 1979年4月29日  | 日曜16:20 - 17:35 | 日本アニメーション                      | 松谷みよ子                 | 松田辰也、池田昌子、矢田稔、麻生美代子、山谷初男       |
| バッタ君町へ行く                               | 1979年5月5日   | 土曜14:35 - 15:50 | フライシャー・スタジオ                  | フライシャー・スタジオ     | 神谷明、杉田かおる、ハナ肇、小原乃梨子                 |
| トンデモネズミ大活躍                           | 1979年6月30日  | 土曜19:30 - 20:54 | 日本アニメーション                      | ポール・ギャリコ           | 野沢雅子、槐柳二、杉山佳寿子、熊倉一雄、石坂浩二       |
| ジャン・バルジャン物語                         | 1979年9月15日  | 土曜14:30 - 15:50 | 東映動画                                | ヴィクトル・ユーゴー       | 小林昭二、久松保夫、キャロライン洋子                   |
| あしながおじさん                               | 1979年10月10日 | 水曜16:35 - 17:50 | タツノコプロ ヘラルド・エンタープライズ | ジーン・ウェブスター       | 田中裕子、米倉斉加年、小宮和枝                         |
| のどか森の動物大作戦                           | 1980年2月3日   | 日曜16:20 - 17:40 | 日本アニメーション                      | ポイ・ロルンぜン           | 野村雅子、肝付兼太、松島みのり、田村錦人、小山まみ     |
| 若草物語                                       | 1980年5月3日   | 土曜14:35 - 15:50 | 東映動画                                | ルイーザ・メイ・オルコット | 増山江威子、杉山佳寿子、麻上洋子、小山茉美、吉永小百合 |
| 坊っちゃん                                     | 1980年6月13日  | 金曜19:30 - 20:54 | 東京ムービー新社                        | 夏目漱石                   | 西城秀樹、納谷悟朗、八奈見乗児、田の中勇、久米明       |
| 二十四の瞳                                     | 1980年10月10日 | 金曜19:30 - 20:54 | 東京ムービー新社                        | 壺井栄                     | 倍賞千恵子、桑山正一、永井一郎、奈良岡朋子             |
| 荒野の呼び声 吠えろバック                      | 1981年1月3日   | 土曜14:35 - 16:00 | 東映動画                                | ジャック・ロンドン         | 小林修、古川登志夫、田中秀幸、青野武、石坂浩二         |
| 走れメロス                                     | 1981年2月7日   | 土曜16:05 - 17:30 | 東映動画                                | 太宰治                     | あおい輝彦、マキノ佐代子、古川登志夫、佐藤正治、檀ふみ |
| ルパン対ホームズ                               | 1981年5月5日   | 火曜16:35 - 18:00 | 東映動画                                | モーリス・ルブラン         | 広川太一郎、山城新伍、なべおさみ、松島みのり、永井一郎 |
| 姿三四郎                                       | 1981年6月8日   | 月曜19:30 - 20:54 | 東京ムービー新社                        | 富田常雄                   | 西城秀樹、岩崎良美、大塚周夫、野沢那智、三遊亭圓丈     |
| カバ園長の動物園日記                           | 1981年8月23日  | 日曜16:05 - 17:20 | 東映動画                                | 西山登志雄                 | ハナ肇、大竹宏、塩屋翼、白石冬美、西山登志雄           |
| ぼくらマンガ家 トキワ荘物語                    | 1981年10月3日  | 土曜19:30 - 20:54 | 東映動画                                |                            | 富山敬、田中秀幸、井上真樹夫、森功至、八奈見乗児       |
| 吾輩は猫である                                 | 1982年2月17日  | 水曜19:30 - 20:54 | 東映動画                                | 夏目漱石                   | 山口良一、坂上二郎、なべおさみ、増山江威子、郷ひろみ   |
| 二死満塁                                       | 1982年5月5日   | 水曜16:35 - 18:00 | 東宝 グループ・タック                   | 砂田弘                     | 田中真弓、大塚周夫、長嶋茂雄、古今亭志ん朝             |
| 孫悟空シルクロードをとぶ!!                     | 1982年6月17日  | 木曜19:30 - 20:54 | 東京ムービー新社                        |                            | 榊原郁恵、沢田亜矢子、瑳川哲朗、愛川欽也、福田善之     |
| 十五少年漂流記                                 | 1982年8月22日  | 日曜16:05 - 17:20 | 東映動画                                | ジュール・ヴェルヌ         | 松野達也、難波克弘、西川和孝、松田辰也、猪又香子       |
| 少年宮本武蔵 わんぱく二刀流                    | 1982年10月6日  | 水曜19:30 - 20:54 | 東映動画                                | 柴田錬三郎                 | 金田賢一、松本伊代、加藤精三、宮内幸平、芥川隆行       |
| 吾輩は犬である ドン松五郎の生活                | 1983年2月9日   | 水曜19:30 - 20:54 | 東映動画                                | 井上ひさし                 | 山田康雄、白石冬美、小山茉美、永井一郎、雨森雅司       |
| ナイン                                         | 1983年5月4日   | 水曜19:30 - 20:54 | 東宝 グループ・タック                   | あだち充                   | 石原真理子、古谷徹、富山敬、塩沢兼人、坂本千夏         |
| どくとるマンボウ&怪盗ジバコ 宇宙より愛をこめて | 1983年9月12日  | 月曜19:30 - 20:54 | 東映動画                                | 北杜夫                     | 岸部シロー、森本レオ、宮崎美子、内海賢二               |
| ナイン2 恋人宣言                               | 1983年12月18日 | 日曜16:05 - 17:25 | 東宝 グループ・タック                   | あだち充                   | 倉田まり子、古谷徹、富山敬、塩沢兼人、坂本千夏         |
| ナイン 完結編 やってきました甲子園             | 1984年9月5日   | 水曜19:30 - 20:54 | 東宝 グループ・タック                   | あだち充                   | 安田成美、古谷徹、富山敬、塩沢兼人、北村弘一           |
| 生徒諸君! 心に緑のネッカチーフを               | 1986年2月23日  | 日曜16:05 - 17:50 | 東宝 葦プロダクション                   | 庄司陽子                   | 原田知世、古谷徹、堀川亮、鶴ひろみ、井上和彦           |

## ドラマ
- 1985年6月13日『赤川次郎の のぶ子マイウェイ』出演：藤谷美和子、平幹二朗、柳葉敏郎、加賀まりこ。原作:赤川次郎『女社長に乾杯!』
- 1986年6月9日『二十歳の時』出演：三田寛子、国生さゆり（おニャン子クラブ） - 月曜ドラマランドの時間に放送された。

## 関連商品
- 『吾輩は猫である』サンケイ出版名作コミックス（上・下）1982年8月5日

## 関連作品
- 『大雪山の勇者 牙王』 - 日生ファミリースペシャルに先立つ1978年9月23日に、日本生命の提供によりフジテレビ系にて放映された長編アニメ。
- 『怪盗ルパン 813の謎』 - 『バッタ君町に行く』と同じ1979年5月5日にフジテレビ系で放映された長編アニメ。日生ファミリースペシャル枠ではない。